# Steve Davis/Erfolge

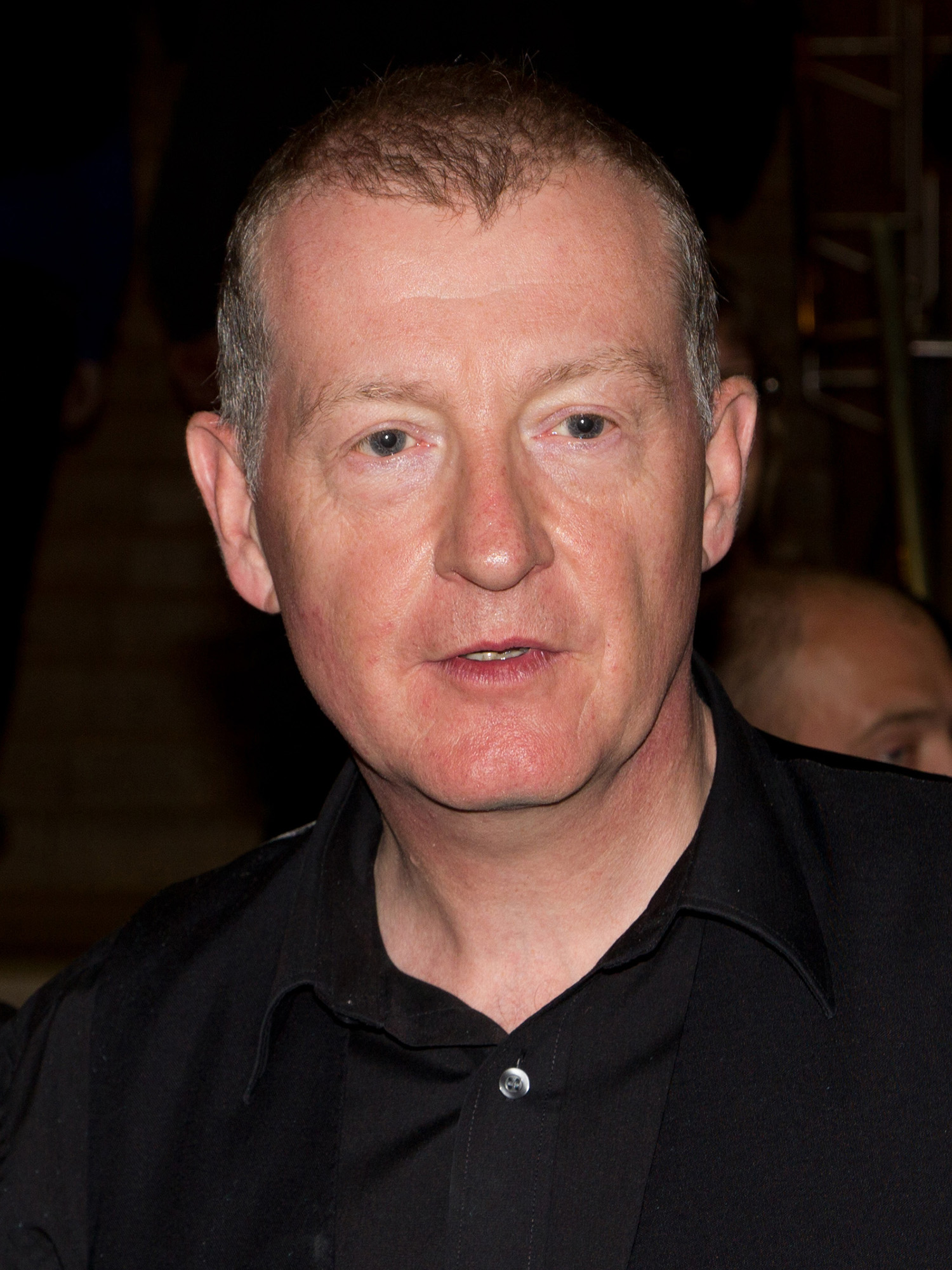
Steve Davis während des Paul Hunter Classic 2010

Dieser Artikel listet alle Erfolge des Snookerspielers Steve Davis auf. Davis war der dominierende Spieler der 1980er-Jahre und gewann sechs Mal die WM und die UK Championship sowie drei Mal das Masters. 1988 wurde er als bisher einziger Snookerspieler zum britischen Sportler des Jahres gewählt.
Davis begann 1978 seine Profikarriere und stieg schnell in die Weltspitze auf. Nachdem er schon 1980 die UK Championship gewonnen hatte, gewann er die Snookerweltmeisterschaft 1981. Mit dem Gewinn des Masters 1982 gewann er alle drei Triple-Crown-Turniere und etablierte sich damit vollständig in den Top-Plätzen der Weltrangliste. Nach einem frühen Aus bei der WM 1982 gewann er die folgenden beiden Ausgaben erneut und stieg damit endgültig in die Weltspitze auf.
Nach zwei Niederlagen in den kommenden beiden WM-Endspielen (unter anderem im legendären WM-Finale 1985 gegen Dennis Taylor), holte sich Davis bis zum Ende des Jahrzehnts alle drei übrigen Weltmeisterschaften, die letzte davon mit dem höchsten Finalsieg jemals. Im folgenden Jahrzehnt gewann Davis deutlich weniger Turniere, da nun Stephen Hendry den Sport dominierte. Auch wenn Davis kurzzeitig aus den Top 16 der Weltrangliste herausrutschte, blieb er auch im neuen Jahrtausend auf der Tour. Er erreichte überraschend das Finale der UK Championship 2005, was er gegen Ding Junhui verlor und schaffte zu seinem 50. Geburtstag 2007 den Sprung in die Top 16. In den letzten Jahren der Karriere verlagerte sich Davis mehr und mehr auf das Kommentieren, doch er blieb bis weit in die 2010er-Jahre Profispieler. Kurz nach dem Tod seines Vaters Bill erklärte er im Rahmen der Snookerweltmeisterschaft 2016 seinen Rücktritt vom aktiven Snookersport.

## Ranglistenpositionen und Erfolge bei der Triple Crown
Diese Liste zeigt die Ranglistenpositionen von Steve Davis während seiner Karriere und das Abschneiden in den Triple-Crown-Turnieren, wobei die jeweiligen Ausgaben der Turniere sowie die jeweiligen Weltranglisten verlinkt sind.
| Turnier                          | 1978/ 79 | 1979/ 80 | 1980/ 81 | 1981/ 82 | 1982/ 83 | 1983/ 84 | 1984/ 85 | 1985/ 86 | 1986/ 87 | 1987/ 88 | 1988/ 89 | 1989/ 90 | 1990/ 91 | 1991/ 92 | 1992/ 93 | 1993/ 94 | 1994/ 95 | 1995/ 96 | 1996/ 97 | 1997/ 98 | 1998/ 99 | 1999/ 2000 | 2000/ 01 | 2001/ 02 | 2002/ 03 | 2003/ 04 | 2004/ 05 | 2005/ 06 | 2006/ 07 | 2007/ 08 | 2008/ 09 | 2009/ 10 | 2010/ 11 | 2011/ 12 | 2012/ 13 | 2013/ 14 | 2014/ 15 | 2015/ 16 | Gesamt TS / TN |
| -------------------------------- | -------- | -------- | -------- | -------- | -------- | -------- | -------- | -------- | -------- | -------- | -------- | -------- | -------- | -------- | -------- | -------- | -------- | -------- | -------- | -------- | -------- | ---------- | -------- | -------- | -------- | -------- | -------- | -------- | -------- | -------- | -------- | -------- | -------- | -------- | -------- | -------- | -------- | -------- | -------------- |
| \| Weltrangliste WRL \| AP EP \| | –        | 18       | 13       | 2        | 4        | 1        | 1        | 1        | 1        | 1        | 1        | 1        | 2        | 2        | 4        | 4        | 2        | 2        | 10       | 13       | 14       | 15         | 17       | 21       | 25       | 11       | 13       | 15       | 11       | 15       | 29       | 23       | 22 44    | 44 51    | 51       | 51 69    | –        | –        | Gesamt TS / TN |
| Triple-Crown-Turniere            |          |          |          |          |          |          |          |          |          |          |          |          |          |          |          |          |          |          |          |          |          |            |          |          |          |          |          |          |          |          |          |          |          |          |          |          |          |          |                |
| UK Championship                  | –        | VF       | S        | S        | VF       | HF       | S        | S        | S        | S        | HF       | F        | F        | AF       | HF       | VF       | R2       | R1       | AF       | R1       | VF       | AF         | R2       | R2       | AF       | R2       | AF       | F        | VF       | R1       | R1       | R1       | QR       | R1       | R1       | –        | R1       | –        | 6 / 35         |
| Masters                          | –        | –        | AF       | S        | VF       | VF       | AF       | HF       | AF       | S        | HF       | HF       | AF       | VF       | VF       | AF       | AF       | VF       | S        | HF       | AF       | –          | –        | –        | AF       | AF       | –        | –        | AF       | WR       | –        | –        | –        | –        | –        | –        | –        | –        | 3 / 23         |
| Weltmeisterschaft                | R1       | VF       | S        | R1       | S        | S        | F        | F        | S        | S        | S        | HF       | HF       | R1       | AF       | HF       | R1       | VF       | AF       | AF       | R1       | AF         | QR       | QR       | R1       | R1       | VF       | AF       | R1       | R1       | R1       | VF       | QR       | QR       | QR       | QR       | QR       | QR       | 6 / 38         |
| Weltrangliste WRL                | AP EP    |          |          |          |          |          |          |          |          |          |          |          |          |          |          |          |          |          |          |          |          |            |          |          |          |          |          |          |          |          |          |          |          |          |          |          |          |          |                |

| Legende | Legende                               |
| ------- | ------------------------------------- |
| S       | Sieger                                |
| F       | Finalist                              |
| HF      | Halbfinalist                          |
| VF      | Viertelfinalist                       |
| AF      | Achtelfinalist                        |
| LX      | Niederlage in der Runde der letzten X |
| RX      | Niederlage in Runde X                 |
| WR      | Niederlage in der Wildcardrunde       |
| QR      | Niederlage in der Qualifikation       |
| NQ      | Nicht qualifiziert                    |
| –       | nicht teilgenommen                    |
| –       | keine Weltranglistenplatzierung       |
| n. a.   | nicht ausgetragen                     |
| k. R.   | keine Rangliste                       |
| TS / TN | Turniersiege / Teilnahmen             |
| AP      | Ranglistenposition am Saisonbeginn    |
| EP      | Ranglistenposition am Saisonende      |

## Übersicht der Finalteilnahmen
Davis stand während seiner 38 Jahren langen Karriere in 120 Endspielen, wovon er 84 für sich bzw. sein Team entschied. 21 Mal stand er in Finalpartien von Triple-Crown-Turnieren (also vom Masters, vom UK Championship und von der Snookerweltmeisterschaft). Dabei siegte er 15 Mal, jeweils sechs Mal bei der WM und beim UK Championship und drei Mal beim Masters.

### Ranglistenturniere
Davis erreichte 41 Mal das Finale eines Ranglistenturnieres, 28 Mal siegte er. Darunter waren auch acht WM-Finals, wovon er sechs gewann.
Farbbedeutungen: Turnier der Triple Crown Turnier ohne besonderen Status hinsichtlich Triple Crown
| Ergebnis | Jahr | Turnier                  | Gegner im Finale  | Endstand |
| -------- | ---- | ------------------------ | ----------------- | -------- |
| Sieger   | 1981 | Snookerweltmeisterschaft | Doug Mountjoy     | 18:12    |
| Sieger   | 1983 | Snookerweltmeisterschaft | Cliff Thorburn    | 18:6     |
| Sieger   | 1983 | International Open       | Cliff Thorburn    | 9:4      |
| Sieger   | 1984 | Classic                  | Tony Meo          | 9:8      |
| Sieger   | 1984 | Snookerweltmeisterschaft | Jimmy White       | 18:16    |
| Sieger   | 1984 | International Open       | Tony Knowles      | 9:2      |
| Sieger   | 1984 | UK Championship          | Alex Higgins      | 18:6     |
| Finalist | 1985 | Snookerweltmeisterschaft | Dennis Taylor     | 17:18    |
| Sieger   | 1985 | Grand Prix               | Dennis Taylor     | 10:9     |
| Sieger   | 1985 | UK Championship          | Willie Thorne     | 16:14    |
| Sieger   | 1986 | British Open             | Willie Thorne     | 12:7     |
| Finalist | 1986 | Snookerweltmeisterschaft | Joe Johnson       | 12:18    |
| Sieger   | 1986 | UK Championship          | Neal Foulds       | 16:7     |
| Sieger   | 1987 | Classic                  | Jimmy White       | 13:12    |
| Sieger   | 1987 | Snookerweltmeisterschaft | Joe Johnson       | 18:14    |
| Sieger   | 1987 | International Open       | Cliff Thorburn    | 12:5     |
| Sieger   | 1987 | UK Championship          | Jimmy White       | 16:14    |
| Sieger   | 1988 | Classic                  | John Parrott      | 13:11    |
| Sieger   | 1988 | Snookerweltmeisterschaft | Terry Griffiths   | 18:11    |
| Sieger   | 1988 | International Open       | Jimmy White       | 12:6     |
| Sieger   | 1988 | Grand Prix               | Alex Higgins      | 10:6     |
| Finalist | 1988 | Canadian Masters         | Jimmy White       | 4:9      |
| Sieger   | 1989 | Snookerweltmeisterschaft | John Parrott      | 18:3     |
| Sieger   | 1989 | International Open       | Stephen Hendry    | 9:4      |
| Sieger   | 1989 | Grand Prix               | Dean Reynolds     | 10:0     |
| Finalist | 1989 | UK Championship          | Stephen Hendry    | 12:16    |
| Finalist | 1990 | Dubai Classic            | Stephen Hendry    | 1:9      |
| Finalist | 1990 | UK Championship          | Stephen Hendry    | 15:16    |
| Finalist | 1991 | Grand Prix               | Stephen Hendry    | 6:10     |
| Sieger   | 1992 | Classic                  | Stephen Hendry    | 9:8      |
| Sieger   | 1992 | Asian Open               | Stephen Hendry    | 9:3      |
| Sieger   | 1993 | European Open            | Stephen Hendry    | 10:4     |
| Sieger   | 1993 | British Open             | James Wattana     | 10:2     |
| Finalist | 1993 | International Open       | Stephen Hendry    | 6:10     |
| Finalist | 1993 | Dubai Classic            | Stephen Hendry    | 3:9      |
| Sieger   | 1994 | Welsh Open               | Alan McManus      | 9:6      |
| Finalist | 1994 | Thailand Open            | James Wattana     | 7:9      |
| Sieger   | 1995 | Welsh Open               | John Higgins      | 9:3      |
| Finalist | 1995 | International Open       | John Higgins      | 5:9      |
| Finalist | 2004 | Welsh Open               | Ronnie O’Sullivan | 8:9      |
| Finalist | 2005 | UK Championship          | Ding Junhui       | 6:10     |

### Einladungsturniere
Davis erreichte 54 Mal das Finale von Einladungsturnieren, 36 Mal siegte er. Darunter waren auch drei Finalteilnahmen beim Masters, wovon er alle drei gewann.
Farbbedeutungen: Turnier der Triple Crown Turnier ohne besonderen Status hinsichtlich Triple Crown
| Ergebnis | Jahr | Turnier                             | Gegner im Finale  | Endstand     |
| -------- | ---- | ----------------------------------- | ----------------- | ------------ |
| Sieger   | 1980 | Classic                             | Dennis Taylor     | 4:1          |
| Finalist | 1981 | Northern Ireland Classic            | Jimmy White       | 9:11         |
| Sieger   | 1981 | Pot Black                           | Eddie Charlton    | 2:0          |
| Finalist | 1982 | Classic                             | Terry Griffiths   | 8:9          |
| Sieger   | 1982 | Masters                             | Terry Griffiths   | 9:5          |
| Sieger   | 1982 | Tolly Cobbold Classic               | Dennis Taylor     | 8:3          |
| Finalist | 1982 | Irish Masters                       | Terry Griffiths   | 5:9          |
| Sieger   | 1982 | Australian Masters                  | Eddie Charlton    | 2:1          |
| Sieger   | 1982 | Scottish Masters                    | Alex Higgins      | 9:4          |
| Sieger   | 1982 | Pot Black                           | Ray Reardon       | 2:0          |
| Sieger   | 1983 | Classic                             | Bill Werbeniuk    | 9:5          |
| Sieger   | 1983 | Tolly Cobbold Classic               | Terry Griffiths   | 7:5          |
| Sieger   | 1983 | Irish Masters                       | Ray Reardon       | 9:2          |
| Finalist | 1983 | Thailand Masters                    | Tony Meo          | 1:2          |
| Sieger   | 1983 | Scottish Masters                    | Tony Knowles      | 9:6          |
| Sieger   | 1984 | Tolly Cobbold Classic               | Tony Knowles      | 8:2          |
| Sieger   | 1984 | Irish Masters                       | Terry Griffiths   | 9:1          |
| Finalist | 1984 | Singapore Masters                   | Terry Griffiths   | Gruppenphase |
| Sieger   | 1984 | Hong Kong Masters                   | Doug Mountjoy     | 4:2          |
| Sieger   | 1984 | Scottish Masters                    | Jimmy White       | 9:4          |
| Sieger   | 1985 | Singapore Masters                   | Terry Griffiths   | 4:2          |
| Finalist | 1985 | Hong Kong Masters                   | Terry Griffiths   | 2:4          |
| Finalist | 1985 | Canadian Masters                    | Dennis Taylor     | 5:9          |
| Finalist | 1985 | KitKat Break for World Champions    | Dennis Taylor     | 5:9          |
| Finalist | 1986 | Australian Masters                  | Dennis Taylor     | 2:3          |
| Sieger   | 1986 | China Masters                       | Terry Griffiths   | 3:0          |
| Finalist | 1986 | Matchroom Professional Championship | Willie Thorne     | 9:10         |
| Sieger   | 1986 | Canadian Masters                    | Willie Thorne     | 9:3          |
| Sieger   | 1987 | Irish Masters                       | Willie Thorne     | 9:1          |
| Sieger   | 1987 | Hong Kong Masters                   | Stephen Hendry    | 3:2          |
| Sieger   | 1988 | Masters                             | Mike Hallett      | 9:0          |
| Sieger   | 1988 | Irish Masters                       | Neal Foulds       | 9:4          |
| Finalist | 1988 | Dubai Masters                       | Neal Foulds       | 4:5          |
| Sieger   | 1988 | Matchroom Professional Championship | Dennis Taylor     | 10:7         |
| Sieger   | 1988 | World Matchplay                     | John Parrott      | 9:5          |
| Sieger   | 1988 | Norwich Union Grand Prix            | Jimmy White       | 5:4          |
| Sieger   | 1990 | Irish Masters                       | Dennis Taylor     | 9:4          |
| Finalist | 1990 | Norwich Union Grand Prix            | John Parrott      | 2:4          |
| Sieger   | 1991 | Irish Masters                       | John Parrott      | 9:5          |
| Sieger   | 1991 | London Masters                      | Stephen Hendry    | 4:0          |
| Sieger   | 1991 | Pot Black                           | Stephen Hendry    | 2:1          |
| Finalist | 1991 | Scottish Masters                    | Mike Hallett      | 6:10         |
| Finalist | 1991 | World Matchplay                     | Gary Wilkinson    | 11:18        |
| Sieger   | 1992 | Indian Masters                      | Steve James       | 9:6          |
| Finalist | 1992 | World Matchplay                     | James Wattana     | 4:9          |
| Sieger   | 1993 | Irish Masters                       | Alan McManus      | 9:4          |
| Sieger   | 1993 | Pot Black                           | Mike Hallett      | 2:0          |
| Sieger   | 1994 | Irish Masters                       | Alan McManus      | 9:8          |
| Finalist | 1996 | Guangzhou Masters                   | Tony Drago        | 2:6          |
| Finalist | 1996 | Irish Masters                       | Darren Morgan     | 8:9          |
| Sieger   | 1997 | Masters                             | Ronnie O’Sullivan | 10:8         |
| Sieger   | 1997 | China International                 | Jimmy White       | 7:4          |
| Finalist | 2010 | World Seniors Championship          | Jimmy White       | 1:4          |

### Non-Ranking-Turniere
Insgesamt stand Davis in 16 Finalspielen von Non-Ranking-Turnieren, die also jedem offen standen, aber keine Einfluss auf die Weltrangliste hatten. 13 Mal siegte er, zwei Siege fuhr er beim UK Championship ein, welcher ab 1984 ein Weltranglistenturnier war.
Farbbedeutungen: Turnier der Triple Crown Turnier ohne besonderen Status hinsichtlich Triple Crown
| Ergebnis | Jahr | Turnier                           | Gegner im Finale | Endstand |
| -------- | ---- | --------------------------------- | ---------------- | -------- |
| Sieger   | 1980 | UK Championship                   | Alex Higgins     | 16:6     |
| Sieger   | 1981 | Yamaha Organs Trophy              | David Taylor     | 9:6      |
| Sieger   | 1981 | English Professional Championship | Tony Meo         | 9:6      |
| Sieger   | 1981 | International Open                | Dennis Taylor    | 9:0      |
| Sieger   | 1981 | UK Championship                   | Terry Griffiths  | 16:3     |
| Sieger   | 1982 | International Masters             | Terry Griffiths  | 9:7      |
| Sieger   | 1982 | Pontins Professional              | Ray Reardon      | 9:5      |
| Finalist | 1983 | UK Championship                   | Alex Higgins     | 15:16    |
| Sieger   | 1984 | International Masters             | Dave Martin      | 3:0      |
| Sieger   | 1984 | Hong Kong Masters                 | Doug Mountjoy    | 4:2      |
| Sieger   | 1985 | English Professional Championship | Tony Knowles     | 9:2      |
| Finalist | 1991 | European Challenge                | Jimmy White      | 1:4      |
| Sieger   | 1991 | Thailand Masters                  | Stephen Hendry   | 6:3      |
| Sieger   | 1991 | Belgian Challenge                 | Stephen Hendry   | 10:9     |
| Finalist | 2011 | World Seniors Championship        | Darren Morgan    | 1:2      |
| Sieger   | 2013 | World Seniors Championship        | Nigel Bond       | 2:1      |

### Pro-Am-Turniere
| Ergebnis | Jahr | Turnier                   | Gegner im Finale | Endstand |
| Sieger   | 1978 | Pontins Spring Open       | Tony Meo         | 7:6      |
| Sieger   | 1981 | World of Snooker Festival | Mike Darrington  | 6:4      |

### Sonstige Turniere
In folgender Tabelle werden vorrangig Ligenturniere aufgezählt, bei denen teilweise nach einer Art Gruppenphase ein zusätzlicher anschließender K.-o.-Modus gespielt wurde.
| Ergebnis | Jahr | Turnier                 | Gegner im Finale | Endstand |
| -------- | ---- | ----------------------- | ---------------- | -------- |
| Sieger   | 1987 | Matchroom League        | Neal Foulds      | Liga     |
| Sieger   | 1988 | Matchroom League        | Stephen Hendry   | Liga     |
| Sieger   | 1989 | Matchroom League        | John Parrott     | Liga     |
| Sieger   | 1990 | Matchroom League        | Stephen Hendry   | Liga     |
| Sieger   | 1991 | European Masters League | James Wattana    | Liga     |
| Finalist | 1992 | Matchroom League        | Stephen Hendry   | 2:9      |
| Finalist | 1996 | European League         | Ken Doherty      | 5:10     |
| Sieger   | 1998 | Champions Super League  | Stephen Hendry   | Liga     |
| Sieger   | 2018 | Seniors Irish Masters   | Jonathan Bagley  | 4:0      |

### Teamwettbewerbe
Davis erreichte 11 Finalpartien von Teamwettbewerben, neun davon gewann er. Vier Mal gewann er mit dem englischen Team den World Cup, vormals World Team Classic, zwei weitere Male stand er im Finale. Mit Tony Meo gewann er außerdem vier Mal den World Doubles Championship und 1991 das World Masters in der Disziplin Mixed-Doppel mit Allison Fisher.
| Ergebnis        | Jahr | Turnier                    | Teampartner               | Gegner im Finale                           | Endstand |
| --------------- | ---- | -------------------------- | ------------------------- | ------------------------------------------ | -------- |
| Sieger          | 1981 | World Team Classic         | John Spencer David Taylor | Terry Griffiths Doug Mountjoy Ray Reardon  | 4:3      |
| Zweitplatzierte | 1982 | World Team Classic         | Tony Knowles Jimmy White  | Kirk Stevens Bill Werbeniuk Cliff Thorburn | 2:4      |
| Sieger          | 1982 | World Doubles Championship | Tony Meo                  | Terry Griffiths Doug Mountjoy              | 13:2     |
| Sieger          | 1983 | World Team Classic         | Tony Knowles Tony Meo     | Terry Griffiths Doug Mountjoy Ray Reardon  | 4:2      |
| Sieger          | 1983 | World Doubles Championship | Tony Meo                  | Tony Knowles Jimmy White                   | 10:2     |
| Zweitplatzierte | 1985 | World Cup                  | Tony Knowles Tony Meo     | Alex Higgins Eugene Hughes Dennis Taylor   | 7:9      |
| Sieger          | 1985 | World Doubles Championship | Tony Meo                  | Tony Jones Ray Reardon                     | 12:5     |
| Sieger          | 1986 | World Doubles Championship | Tony Meo                  | Mike Hallett Stephen Hendry                | 12:3     |
| Sieger          | 1988 | World Cup                  | Jimmy White Neal Foulds   | Eddie Charlton Warren King John Campbell   | 9:7      |
| Sieger          | 1989 | World Cup                  | Jimmy White Neal Foulds   | Tony Drago Dene O’Kane Silvino Francisco   | 9:8      |
| Sieger          | 1991 | World Masters              | Allison Fisher            | Jimmy White Caroline Walch                 | 6:3      |

### Amateurturniere
Sein einziges (wichtiges) Amateurfinale gewann Davis.
| Ergebnis | Jahr | Turnier                                          | Gegner im Finale | Endstand |
| -------- | ---- | ------------------------------------------------ | ---------------- | -------- |
| Sieger   | 1976 | Nationale U19-Meisterschaft im English Billiards | Ian Williamson   | 435:259  |